# Ted Pahle
Ted Pahle (* 23. August 1899 als Theodor Joseph Pahle in New York City, New York; † 9. Januar 1979 ebenda) war ein US-amerikanischer Kameramann.

## Leben und Wirken
Pahle, Nachkomme deutscher Einwanderer, begann kurz nach Ende des Ersten Weltkriegs frühe Erfahrungen beim Film bei den New Yorker Astoria-Studios zu sammeln, bevor er gegen Ende der 1920er Jahre, noch während der Stummfilmzeit, Aufträge als Chefkameramann von der Paramount Pictures erhielt.
Seit Beginn des Tonfilm-Zeitalters war Pahle in diversen europäischen Studios tätig, zunächst vornehmlich in Frankreich, wo er seine erste bedeutende Arbeit 1931 mit Marius, dem ersten Teil der berühmten Marseille-Trilogie von Marcel Pagnol, fotografierte. 1936 engagierte ihn Willi Forst für dessen prätentiöse, hochkarätig besetzten Inszenierungen Allotria und Burgtheater. Wieder zurück in Paris, arbeitete Ted Pahle an einigen aufwändigen Kommerzproduktionen – vorwiegend auf äußere Spannung angelegte Abenteuergeschichten und kosmopolitisch angehauchte Reißer ohne künstlerischen Anspruch. Regie führten dort die aus Hitler-Deutschland geflohenen Emigranten Fedor Ozep, Richard Oswald und Robert Wiene.
Im Herbst 1938 holte erneut Forst den Wahlfranzosen zu sich; diesmal nach Wien, um mit ihm beider aufwändigstes und „pariserischstes“ Projekt, die Maupassant-Erzählung Bel Ami zu verfilmen. Pahles elegante Kameraführung und Forsts leichthändige Regie vermittelte einen für das NS-Kino ungewohnt offenes, weltmännisches und „pikant-sündiges“ Flair; das der Belle Epoque.
Kurz nach dem Ende des Spanischen Bürgerkriegs und noch vor Ausbruch des Zweiten Weltkriegs ging Ted Pahle nach Madrid, wo er sofort Anschluss an das dortige Filmgeschehen fand. Während des Krieges diente er außerdem als Presse-Attaché der US-Botschaft in der spanischen Hauptstadt. In den 1950er Jahren griffen auch anglo-amerikanische Regisseure, die in Spanien die Außenaufnahmen zu ihren Filmen herstellten, auf Pahle zurück, der in solchen Fällen als Second-Unit-Kameramann tätig war. In dieser Funktion war er zwischen 1952 und 1957 u. a. bei den Filmen That Man From Tangier, Die Dame des Königs, Alexander der Große und Flamenca – ein Amerikaner in Spanien tätig.
Nach seiner Rückkehr in die USA Ende der 1950er Jahre fand Pahle kaum mehr Beschäftigung beim Film und musste seine Tätigkeit auf einige kleinere Aufgaben beim Fernsehen beschränken. Pahles Aktivitäten als Kameramann und seine Dienste für die US-Diplomatie ließ ihn in der Zwischenkriegszeit einer der meistgereisten Männer seines Landes werden: Allein zwischen 1925 und 1937 sind insgesamt ein Dutzend Schiffsreisen mit ihm an Bord verbürgt, die meisten davon zwischen den USA und Europa.

## Filmografie (Auswahl)
| - 1927: Titanic (East Side, West Side) - 1928: The Big Noise - 1928: Stolen Noise - 1929: The Jazz Age - 1930: Chills and Fever - 1930: Ich heirate meinen Mann - 1931: Trädlöst och kärleksfullt - 1931: Marius (Marius) - 1931: Rive gauche - 1932: Le fils improvis - 1932: La perle - 1933: Un histoire d’amour - 1933: Un fil à la patte - 1933: Matricule 33 - 1934: Le bossu - 1934: La cinquième empreinte - 1935: Le clown Bux - 1935: Monsieur Sans-Gêne - 1935: Katharina die Letzte - 1936: Hannerl und ihre Liebhaber - 1936: Allotria - 1936: Burgtheater - 1936: Die Frau des Anderen - 1937: L’affaire Lafarge - 1937: Alibi (L’alibi) - 1938: Sturm über Asien (Tempête sur l’Asie) - 1938: Conflit - 1938: Ultimatum | - 1938: Gibraltar (Gibraltar) - 1938: Bel Ami - 1939: Entente Cordiale - 1939: La malquerida - 1940: Marianela - 1941: Heroe a la fuerza - 1941: Pepe conde - 1942: Correo de Indias - 1942: Sucedio en Damasco - 1943: Idolos - 1943: Misterio en la marisma - 1944: Manolo Reyes (Kurzfilm) - 1948: La vida encadenada - 1948: El capitan de Loyola - 1949: Una mujer cualquiera - 1950: Pequeñeces - 1950: Agustina de Aragón - 1951: Ronda española - 1951: Lola, la piconera - 1952: Ultimo dia - 1953: La alegre caravana - 1954: Señora ama - 1954: La ironia del dinero - 1956: Manolo, guardia urbano - 1957: El puente de la paz - 1959: Der 4-D-Mann (The 4-D-Man) |